# Öronmurkla
Öronmurkla (Discina ancilis) är en svampart som först beskrevs av Christiaan Hendrik Persoon, och fick sitt nu gällande namn av Pier Andrea Saccardo 1889. Discina ancilis ingår i släktet Discina och familjen Discinaceae. Inga underarter finns listade i Catalogue of Life.
I den svenska databasen Dyntaxa används istället namnet Gyromitra perlata för samma taxon.  Arten är reproducerande i Sverige.